# Nota musical
Nota musical é um termo empregado para designar o menor elemento de um som, determinada por uma fonte sonora que durante um tempo de duração emite uma frequência sonora medida em hertz (Hz), a qual descreverá em termos físicos se a nota é grave ou aguda, que pode ser representada por um símbolo em uma partitura ou letra em uma tablatura.
De forma geral, podemos relacionar as notas a um alfabeto musical que dá possibilidade de associar determinadas frequências (ou conjuntos de frequências) a nomes comuns, viabilizando a composição de músicas ou qualquer outro tipo de manifestação sonora de forma clara e compreensível. Sem as notas musicais, uma partitura provavelmente seria escrita como uma sequência de números relativamente extensos, correspondentes as frequências que se espera ouvir.

## A nota musical e a física
O som é uma onda (ou conjunto de ondas) mecânicas que se propaga em um meio material, como o ar ou a água. Algumas das características do som mudam de acordo com o meio de propagação, como a velocidade e o comprimento de onda, entretanto a frequência permanece independente e constante durante todo o percurso.
Em uma orquestra, conseguimos identificar os sons de diferentes instrumentos e decifrar de qual deles veio o som. Mas na partitura de cada músico encontramos as mesmas notas. Isso acontece pois as notas escritas na partitura representam uma frequência fundamental que pode ser enriquecida com diversos harmônicos dependendo das características do instrumento. Geralmente, instrumentos de corda apresentam uma vasta gama de harmônicos e, consequentemente, possuem uma onda mais complexa. Os instrumentos com menor número de harmônicos são os de percussão e alguns metais, sendo a flauta doce um dos instrumentos com a sonoridade mais pura entre todos.
Quando a corda de um violão é tocada com uma certa frequência, se a frequência estiver na faixa de 20 a 20.000 Hz, o ouvido humano será capaz de vibrar à mesma proporção, captando essa informação e produzindo sensações neurais, às quais o ser humano dá o nome de som. As ondas com frequência baixa, entre 20 e 100 Hz, por exemplo, soam em nossos ouvidos de forma grave, e sons com frequência elevada (acima de 400 Hz) soam de forma aguda. Nesta situação, podemos imaginar que apenas uma onda percorre a corda e assim obtemos a frequência ouvida. Essa analogia funciona para uma situação ideal, entretanto o que encontramos na prática é uma corda vibrando de forma muito mais complexa, pois um conjunto de curvas senoidais originadas por diversos fatores como a posição em que tocamos, a densidade da corda e o tamanho da caixa do violão, somam-se e, juntas, geram o som que ouvimos.

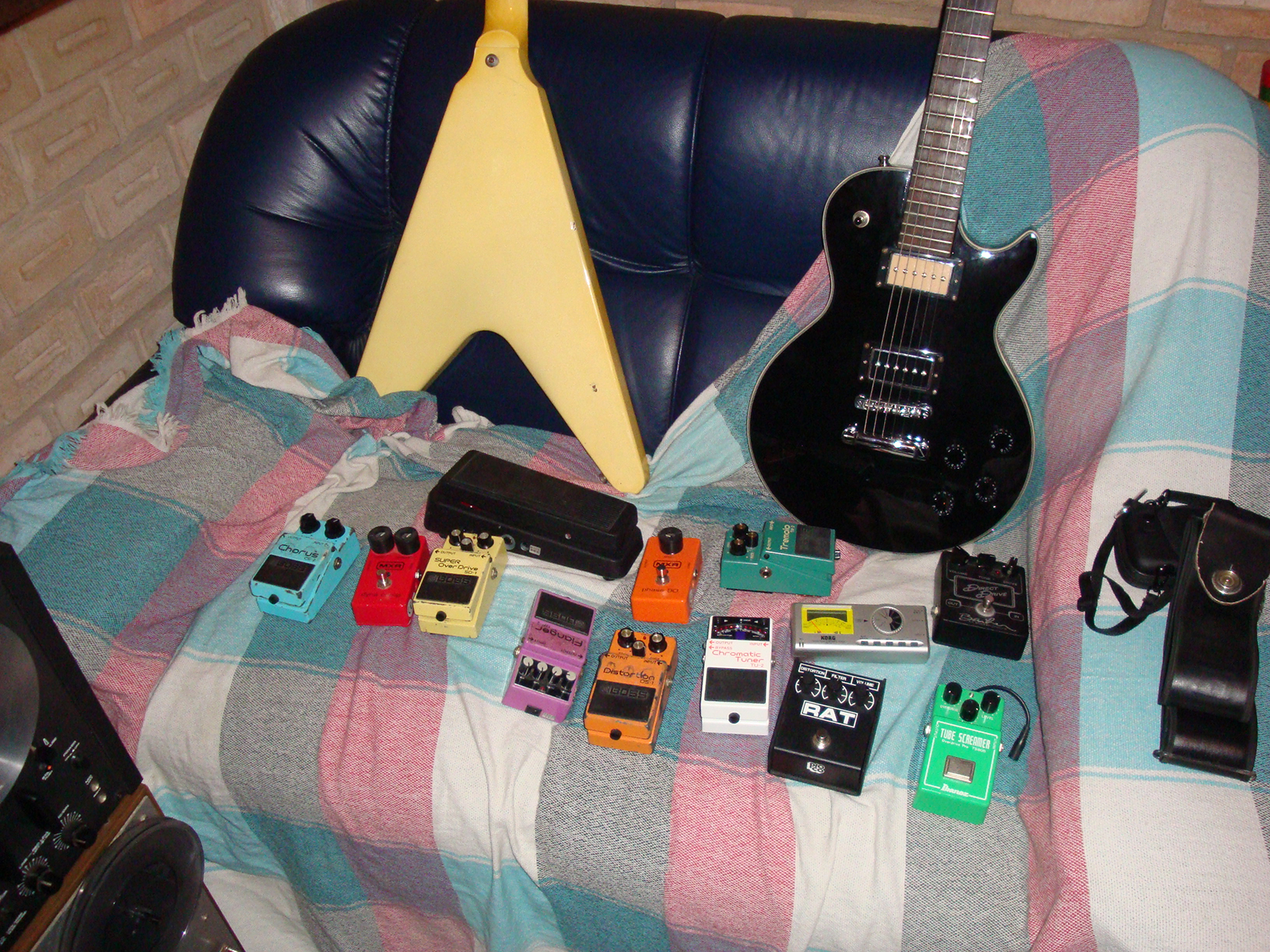
Pedais de guitarra

Apesar de diferentes, quando os instrumentos reproduzem uma mesma nota, o som é agradável. Isso acontece pois todas as componentes dessa melodia são compostas por múltiplos inteiros da frequência original. Para entender melhor esse conceito podemos analisar a tabela ao lado, que relaciona as notas e suas respectivas frequências: A nota dó (C) corresponde a frequência de 261,63 Hz, enquanto a nota sol (G) é aproximadamente 392 Hz, que é 3/2 a frequência do dó. Podemos então caracterizar a nota sol como sendo uma harmônica de uma das harmônicas de dó. Mesmo que o som de uma flauta seja diferente do som do violão, quando reproduzem a mesma nota, as frequências que ouvimos são sempre múltiplas inteiras umas das outras, resultando em uma interação harmônica. Deve-se observar, no entanto, que existem instrumentos transpositores, e as notas da partitura do músico devem ser adaptadas para manter a harmonia, resultando que a frequência das notas deve ser observada em uma nova escala previamente descrita.
Outro fator importante para diferenciar os sons é a amplitude de cada harmônica, ou seja, sua intensidade. Existem instrumentos em que algumas harmônicas tem amplitudes superiores a própria frequência fundamental, tornando o som bem mais grave ou agudo. Com os avanços tecnológicos das últimas décadas, músicos tem desenvolvido novas técnicas para amplificar harmônicos, como é o caso da guitarra, que pode contar com pedais de efeitos para distorcer o som.

### As frequências das notas
As notas musicais e suas respectivas frequências harmônicas:
| Nota musical                        | Intervalo com a nota fundamental | Afinação natural | Frequência (Hz) |
| Dó                                  | Dó uníssono                      | 1/1=1,000        | 132,000         |
| Dó #                                | Semitom                          | 25/24=1,042      | 137,544         |
| Ré b                                | Segunda diminuta                 | 27/25=1,080      | 142,560         |
| Ré                                  | Segunda maior                    | 9/8=1,125        | 148,500         |
| Ré #                                | Segunda aumentada                | 76/74=1,172      | 154,704         |
| Mi b                                | Terça menor                      | 6/5=1,200        | 158,400         |
| Mi                                  | Terça maior                      | 5/4=1,250        | 165,000         |
| Mi #                                | Terça aumentada                  | 125/96=1,302     | 171,864         |
| Fá b                                | Quarta diminuta                  | 32/25=1,280      | 168,960         |
| Fá                                  | Quarta perfeita                  | 4/3=1,333        | 175,956         |
| Fá #                                | Quarta aumentada                 | 25/18=1,389      | 183,348         |
| Sol b                               | Quinta diminuta                  | 36/25=1,440      | 190,080         |
| Sol                                 | Quinta perfeita                  | 3/2=1,500        | 198,000         |
| Sol #                               | Quinta aumentada                 | 25/16=1,563      | 206,316         |
| La b                                | Sexta menor                      | 8/5=1,6          | 211,200         |
| Lá                                  | Sexta maior                      | 5/3=1,667        | 220,044         |
| Lá #                                | Sexta aumentada                  | 152/72=1,737     | 229,284         |
| Si b                                | Sétima menor                     | 9/5=1,800        | 237,600         |
| Si                                  | Sétima maior                     | 15/8=1,875       | 247,500         |
| Si #                                | Sétima aumentada                 | 125/64=1,953     | 257,796         |
| Dó b                                | Oitava diminuta                  | 48/25=1,920      | 253,440         |
| Dó                                  | Oitava perfeita                  | 2/1=2,000        | 264,000         |
| Diagrama gráfico: nota x frequência |                                  |                  |                 |

## Instrumentos e timbres

Harmônicas

Com a presença ou ausência de cada harmónicos, e suas respectivas amplitudes, que dão a cada instrumento musical um som característico, denominado timbre. Tomando a flauta como exemplo, há dois fatores principais que vão definir a frequência que escutaremos: o tamanho da flauta e a posição dos dedos, que podem produzir novas notas pela mudança do comprimento total do instrumento ou favorecer determinada harmônica, de acordo com a configuração da mão.
Quando interrompemos a vibração de uma corda em um determinado ponto, ao tocar uma nota em um violão, por exemplo, esse ponto receberá o nome de nó. O ponto de maior amplitude de movimento da corda recebe o nome de antinó, sendo a distância entre dois nós ou dois antinós igual a um comprimento de onda. Se pensarmos na imagem ao lado como o tubo de uma flauta, ao retirarmos os dedos dos orifícios 7 e 5 estaremos favorecendo o terceiro e o quarto harmônicos, devido a presença dos nós ilustrados na figura. Entretanto, se retirarmos o dedo do orifício 24 vamos reduzir o comprimento do tubo e, consequentemente, mudar a frequência fundamental emitida pela flauta.

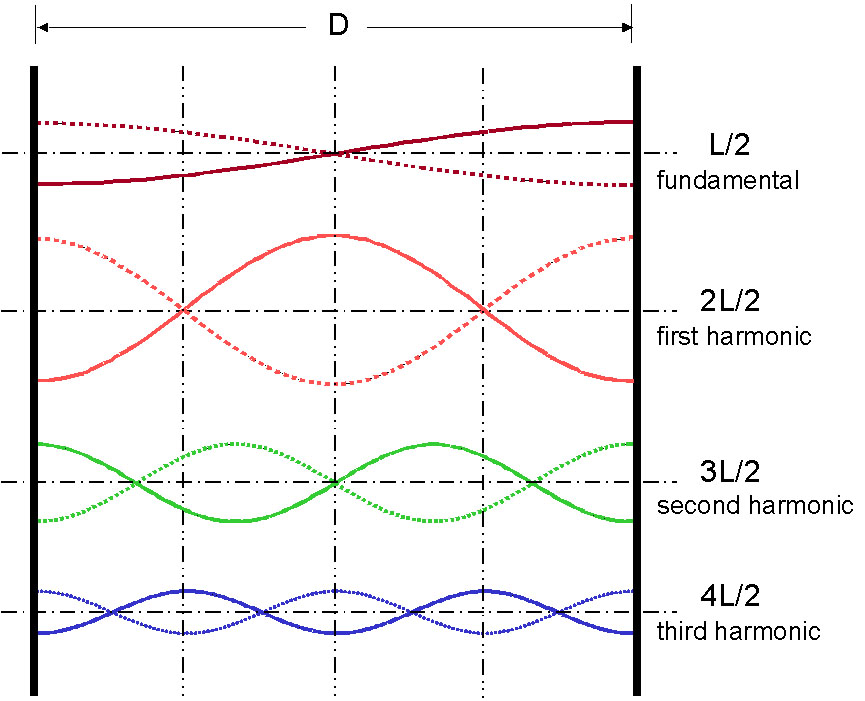
Harmonicos em um tubo com ambas as extremidades abertas

Devemos considerar ainda se o tubo em questão tem suas extremidades vedadas ou abertas. Um tubo com ambas as extremidades abertas terá o máxima da amplitude da onda sonora nas pontas, e seus harmônicos vão crescer a proporção de:
{\displaystyle f_{n}={\frac {v_{s}n}{2L}}}

onde:
{\displaystyle f_{n}} é a frequência da "n" harmônica.
{\displaystyle v_{s}} é a velocidade do som no meio.
{\displaystyle n} é o número da harmônica (ex.: 1,2,3...).
{\displaystyle L} é o comprimento do tubo, corda, ou o que quer que seja.

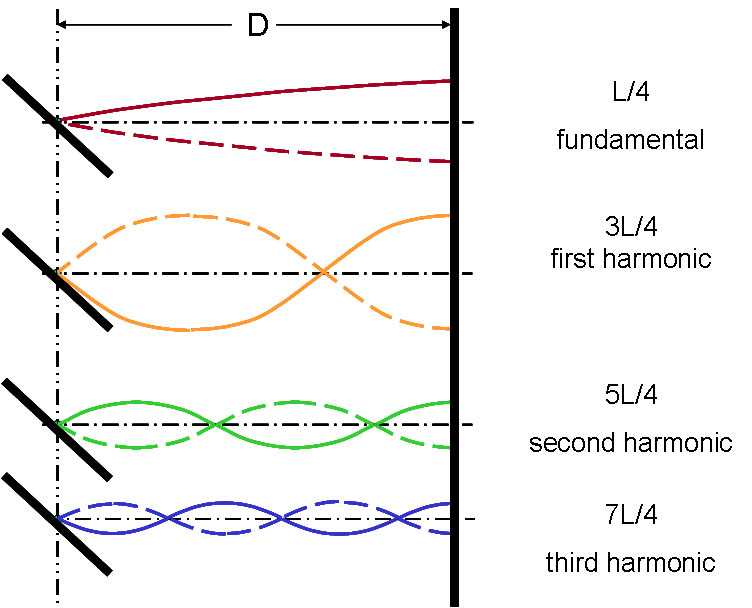
Harmônicos em um tubo com apenas uma extremidade aberta

Já um tubo com uma extremidade fechada terá sempre a amplitude máxima da onda na ponta aberta e um nó na extremidade fechada. Nesse caso, não existirão harmônicos pares dentro das possíveis combinações, e eles vão crescer a proporção de:
{\displaystyle f_{n}={\frac {v_{s}n}{4L}}}

onde:
{\displaystyle f_{n}} é a frequência da "n" harmônica.
{\displaystyle v_{s}} é a velocidade do som no meio.
{\displaystyle n} é o número da harmônica (ex.: 1,3,5...).
{\displaystyle L} é o comprimento do tubo, corda, ou o que quer que seja.

## Representação gráfica

Representação das alturas através da posição da nota na pauta

Em uma partitura representamos as notas de forma gráfica, adicionando símbolos gráficos na forma de pequenas elipses com ou sem hastes de forma ordenada sobre cinco pautas. Orientando-se pela clave adotada para o trecho musical em questão, podemos criar ou interpretar a música, convertendo cada posição em uma nota musical e consequentemente em uma frequência. No pequeno trecho musical representado na figura ao lado, a clave de sol indica que a leitura das notas deve ser (da esquerda para a direita):
dó - ré - mi - fá - sol - lá - si - dó - si - lá - sol - fá - mi - ré - dó
Vale notar que a sequência se repete, sendo que cada uma é chamada de oitava. Na primeira oitava o dó corresponde a frequência de 261,63 Hz. Na segunda oitava o dó equivale a 523,26 Hz (o dobro). Essa analogia se repete para todas as notas em cada uma das oitavas. Quanto mais oitavas abrange o instrumento, maiores são as combinações possíveis para enriquecer a melodia, sendo que o órgão é o instrumento com a maior gama de oitavas e consequentemente de frequências. Embora pareça confuso, é possível analisar a harmonia da composição comparando as frequências das notas utilizadas e verificando se são todas harmônicas. A teoria da música, de forma geral, é baseada nesse princípio.

Diferentes formas de representar a duração da nota

A organização da partitura é fundamental para sua compreensão, e as medidas da norma devem ser respeitadas para que em qualquer parte do mundo seja legível. As claves, por exemplo, propagam-se em intervalos definidos de tempo que as notas têm capacidade de sugerir, podendo ser mais longas (maior duração) ou mais curtas (menor duração). A duração em segundos de uma nota depende do compasso, ou seja, o tempo da nota em uma música pode ser diferente em outra música, se o compasso for diferente. Dessa forma, a representação da duração sugere uma fração do tempo do compasso. Na figura ao lado, encontramos (da esquerda para a direita): semibreve (um tempo), mínima (meio tempo), semínima (um quarto de tempo), colcheia (um oitavo de tempo), semicolcheia (1/16 de tempo), fusa (1/32 de tempo) e semifusa (1/64 de tempo).
As pautas podem combinar-se, sendo tocadas ao mesmo tempo (definindo a harmonia), ou em sequência (definindo a melodia) e, se esses fatores, junto a alguns outros, forem combinados dentro de um determinado padrão lógico pelo intelecto humano, na forma de arte, dá-se a essa sequência o nome de música.

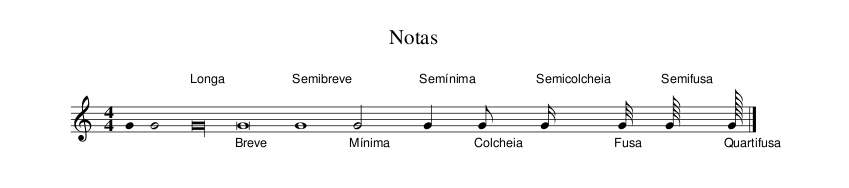
Nota Sol na clave de Sol e as representações de duração

## Origem do nome das notas

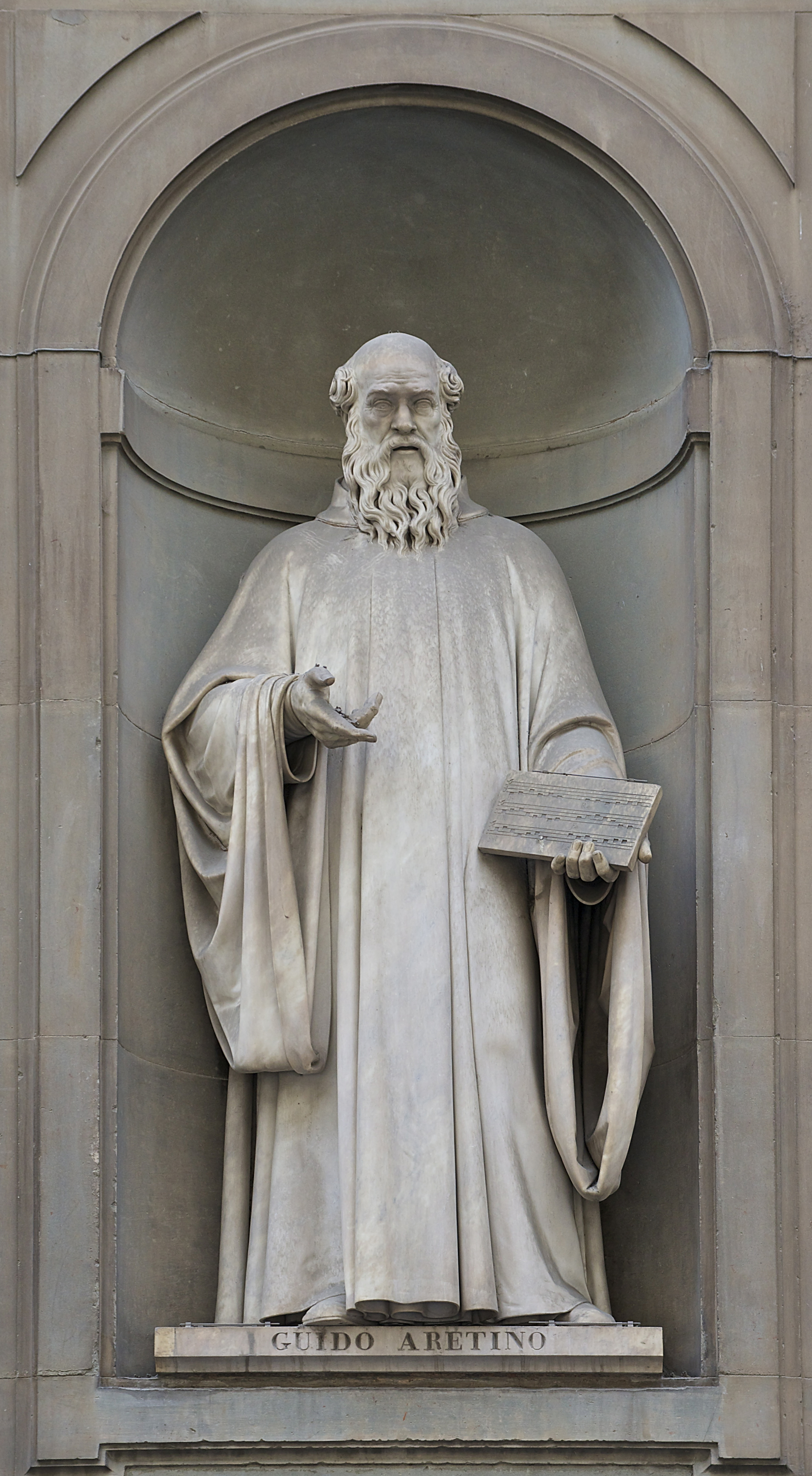
Estátua de Guido d'Arezzo

O nome das notas (dó, ré, mi, fá, sol, lá, si) tem a sua origem na música coral medieval. Foi Guido d'Arezzo, um monge italiano, que criou este sistema de nomear as notas musicais - o chamado sistema de solmização. Seis das sílabas foram tiradas das primeiras seis frases do texto de um hino a São João Batista, em que cada frase era cantada um grau acima na escala. As frases iniciais do texto, escrito por Paolo Diacono, eram:

 Ut queant laxis,
Resonare fibris,
Mira gestorum,
Famuli tuorum,
Solve polluti,
Labii reatum.
Sancte Ioannes
Tradução: "Para que os teus servos possam cantar as maravilhas dos teus actos admiráveis, absolve as faltas dos seus lábios impuros, São João".
Mais tarde ut foi substituído por do, sugestão feita por Giovanni Battista Doni, um músico italiano que achava a sílaba incômoda para o solfejo, e foi adicionada a sílaba si, como abreviação de "Sante Iohannes" ("São João"). A sílaba sol chegou a ser mais tarde encurtada para so, para uniformizar todas as sílabas de modo a terminarem todas por uma vogal, mas a mudança logo foi revertida.
As sílabas ut, ré, mi, fá, sol e lá, chamadas vozes, não correspondiam a alturas absolutas na escala, mas apenas a graus num hexacorde. A altura das notas era designada por letras de A a G. A partir de um trecho escrito num modo eclesiástico qualquer, podia-se transpô-lo de uma quarta, quinta ou oitava, sem modificar nenhuma das vozes sobre as quais o trecho seria cantado. Uma sequência ré-mi-fá transposta de uma quarta continuava a ser considerada ré-mi-fa, na solmização, e não sol-lá-si bemol como no sistema actual, embora fosse designada por G-A-B♭ em vez de D-E-F. Mais tarde, nos países latinos, adoptou-se a designação "dó ré mi fá sol lá si" para representar "C D E F G A B".

## Nomenclatura das notas em línguas anglo-saxônicas
Os países anglófonos mantiveram a utilização de letras para a nomenclatura das alturas musicais. As letras A, B, C, D, E, F e G são utilizadas para as alturas musicais lá, si, dó, ré, mi, fá e sol, respectivamente. Os países de língua inglesa utilizam os sinais ♯ (em inglês: sharp, "sustenido") e ♭ (em inglês: flat, "bemol") para representar as alterações cromáticas dessas notas.
Já, os países de línguas germânicas utilizam, além das sete letras universais, a letra H, exclusivamente para a nota si natural, sendo a letra B utilizada para representar o si bemol. Nessas línguas, as alterações para as outras notas são feitas acrescentando-se a terminação is no lugar de ♯ ("sustenido") e es para ♭ ("bemol"). Nas notas lá e mi, representadas pelas letras A e E, respectivamente (as únicas vogais do conjunto), na terminação para representar bemol (por padrão es) há a contração da vogal que representa a nota e a vogal e do sufixo (As para lá bemol e Es para mi bemol; no entanto, Ases e Eses são lá dobrado bemol e mi dobrado bemol, respectivamente).
Portanto:
Ces (dó bemol),  C (dó natural),  Cis (dó sustenido)
Des (ré bemol),  D (ré natural),  Dis (ré sustenido)
Es  (mi bemol),  E (mi natural),  Eis (mi sustenido)
Fes (fá bemol),  F (fá natural),  Fis (fá sustenido)
Ges (sol bemol), G (sol natural), Gis (sol sustenido)
As  (lá bemol),  A (lá natural),  Ais (lá sustenido)
B   (si bemol),  H (si natural),  His (si sustenido)